# 婦人相談所
女性相談支援センター（じょせいそうだんしえんセンター）とは、困難な問題を抱える女性への支援に関する法律第9条に規定される日本の行政施設。厚生労働省所管で、各都道府県に設けられている。
前身として、令和6年3月31日まで存在した婦人相談所（ふじんそうだんじょ）は、婦人保護事業の中枢機関として、日本の各都道府県に設けられた行政機関であった。管轄官庁は厚生労働省。
婦人相談所や婦人保護施設（現在は、女性自立支援施設）で働く相談員を婦人相談員（ふじんそうだんいん）と呼んでいたが、現在は女性相談支援員と称している。

## 概要
元は売春防止法第34条第1項により、要保護女子（性行又は環境に照して売春を行うおそれのある女子）の早期発見、転落の未然防止及び保護更生のための業務を行う施設であったが、その後は婦人保護事業の拡大とともに、女性に関する様々な相談・支援事業を担う施設へと性格を変えていった。
2001年（平成13年）の配偶者からの暴力の防止及び被害者の保護等に関する法律（DV防止法）の制定後は、同法に基づき「配偶者暴力相談支援センター」としてドメスティックバイオレンス (DV) 被害者の支援機能が付与されている。
そうして時代とともに機能が拡大されてきたため、近年は各施設の名称は都道府県によって異なり、対外的には必ずしも「婦人相談所」の名称を用いず「女性相談所」「女性相談センター」「女性相談支援センター」などとする都道府県も増えており、徳島県のように「こども女性センター」としている県もある他、他の福祉系施設と一体化した組織の場合は、児童女性相談支援部所属であるなど、児童相談所を含めた部署に所属しているケースも見られる。
2021年（令和3年）6月現在、全国に49か所あり、各都道府県に1か所ずつ、徳島県では中央・南部・西部の3か所を設置している。また東京都では多摩支所を置き、島根県では西部分室を置いている。
都道府県によっては、児童相談所、身体障害者更生相談所、知的障害者更生相談所、精神保健福祉センター、福祉相談センターなどと一体で運営しているケースもある。